# Розанов, Владимир Николаевич (меньшевик)
Владимир Николаевич Розанов (1876—1939) — российский общественно-политический деятель, участник революционного движения в Российской империи в начале XX века, публицист. Известен также под псевдонимами: Попов и Энзис.

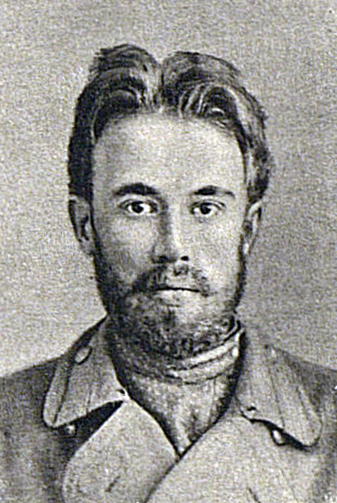
Розанов Владимир Николаевич, 1903 г.

## Биография
По происхождению дворянин. Политическую деятельность Розанов начал в середине 90-х годов в Москве, в 1899 году был выслан в Смоленск. Входил в группу «Южный рабочий», в 1901—1903 годах работал на юге России; участвовал в работе Организационного комитета по созыву II съезда РСДРП. На съезде был делегатом от группы «Южный рабочий», изначально занимал позицию центра, а после съезда стал активным меньшевиком. В 1910-х годах под псевдонимом Энзис публиковался в журнале «Современный мир». На этом основании Ленин называет Розанова-Энзиса, наряду с другими сотрудниками либеральных газет, «мелкобуржуазно-оппортунистическим элементом».
В 1904 году был избран в примиренческий ЦК, в феврале 1905 года арестован. На IV съезде РСДРП был избран в ЦК от меньшевиков. В 1908 году временно покинул Российскую империю. После Февральской революции 1917 года был членом меньшевистской фракции Петроградского Совета рабочих и солдатских депутатов.
Входил в Союз возрождения России. В 1919 году Розанов обвинялся по делу "Национального центра" и как меньшевик был приговорен к расстрелу, однако приведение приговора в исполнение решено было отложить для ознакомления членов ЦК с его делом. В сентябре 1919 года было принято решение: «Розанова не расстреливать; поручить Бухарину составить от имени ВЧК официальное сообщение о том, что Розанов изобличен в контрреволюционных действиях, за которые полагается расстрел, но так как он действовал не персонально, а как представитель организации правых меньшевиков, то дело о нем выделено из дела остальных арестованных вместе с ним, уже расстрелянных». Согласно частному заявлению меньшевиков Каменеву, к концу 1919 года Розанов уже два года не состоял в партии. В 1920 году Розанов осуждён по делу «Тактического Центра».
После амнистии Розанов отошёл от политической деятельности, работал в медицинских учреждениях Москвы фтизиатром. В дальнейшем репрессиями затронут не был. Похоронен на Новодевичьем кладбище (уч. 4, ряд. 20, № 20)

## Семья
- Первая жена — Любовь Николаевна Радченко (1871—1962), стояла у истоков образования «Союза борьбы за освобождение рабочего класса», была агентом «Искры». Секретарь фракции меньшевиков в Государственной думе 3-го созыва.
  - Дочь от первого брака — Наталья Владимировна Баранская (1908—2004), русская и советская писательница.
- Вторая жена — Ольга Андреевна Паппе (1895—1985), дочь служащего Московской городской управы Андрея Андреевича Паппе[4].
- Дядя — Василий Васильевич Розанов, русский религиозный философ, литературный критик и публицист.

## Комментарии
1. ↑  В сообещении газет о расстреле 67 обвиняемых по делу "Национального центра" была такая приписка: Относительно меньшевика Розанова, он-же Энзис, попавшегося на квартире шпиона Штейнингера и сознавшегося в том, что по постановлению своих товарищей (правых меньшевиков), он входил в «союз возрождения» и поддерживал связи с контрреволюцией и шпионской организацией "национального центра", В. Ч. К.  постановила: гражданин Розанов виновен в преступлении, караемом по законам революции расстрелом. В виду того, что он действовал по постановлению своих товарищей по партии, дело о нем выделить и направить к доследованию на предмет обнаружения его соучастников по партии[1].